# Vera Aceva

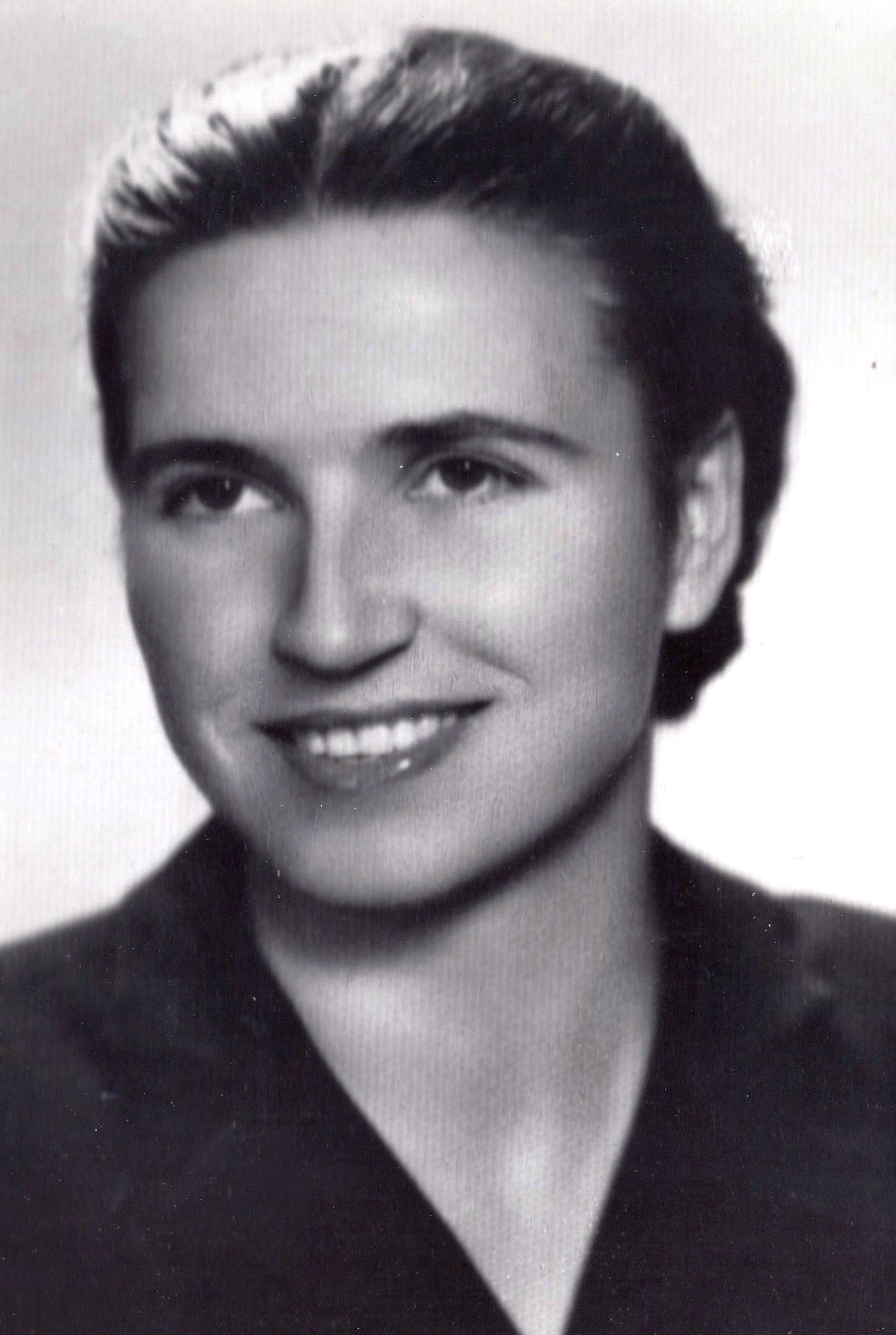
Vera Aceva

Vera Aceva-Dosta (mazedonisch Вера Ацева; * 24. November 1919 in Oreovec (Prilep) im Königreich der Serben, Kroaten und Slowenen; † 10. November 2006 in Skopje, Mazedonien) war eine mazedonisch-jugoslawische Kommunistin und Widerstandskämpferin gegen die deutsche Besatzung Jugoslawiens im Zweiten Weltkrieg. Nach der kommunistischen Machtübernahme in Jugoslawien beteiligte sie sich an den Repressionen der Kommunistischen Partei gegen Andersdenkende und speziell gegen die Bulgaren im Land.
Sie war Trägerin des Ordens des Volkshelden der SFRJ.

## Jugend
Aceva, die sich in einer schwierigen finanziellen Lage befand, musste ihre schulische Ausbildung nach dem zweiten Jahr des Gymnasiums abbrechen und sich eine Arbeit suchen, die sie schließlich in der Tabakindustrie fand.
Aceva schloss sich im Alter von 16 Jahren der Arbeiterbewegung an und wurde Anfang 1940 Mitglied des Bundes der Kommunisten Jugoslawiens (BdKJ). Im September desselben Jahres wurde sie auf der Provinzkonferenz zum Mitglied des Regionalkomitees des BdKJ für Mazedonien gewählt. Von September 1940 bis November 1941 war sie Sekretärin des Lokalkomitees von Prilep.

## Zweiter Weltkrieg in Jugoslawien

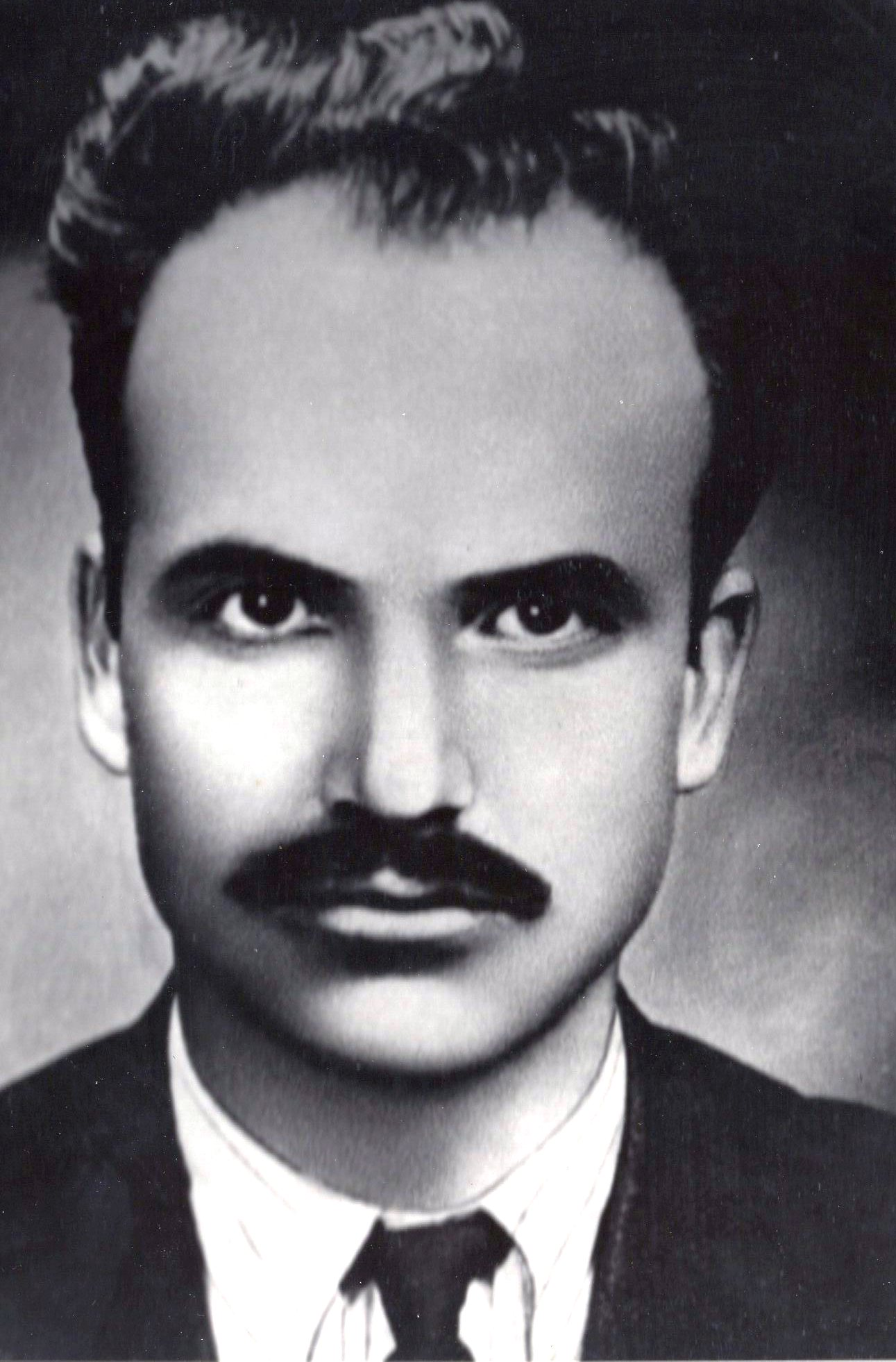
Mirče Acev

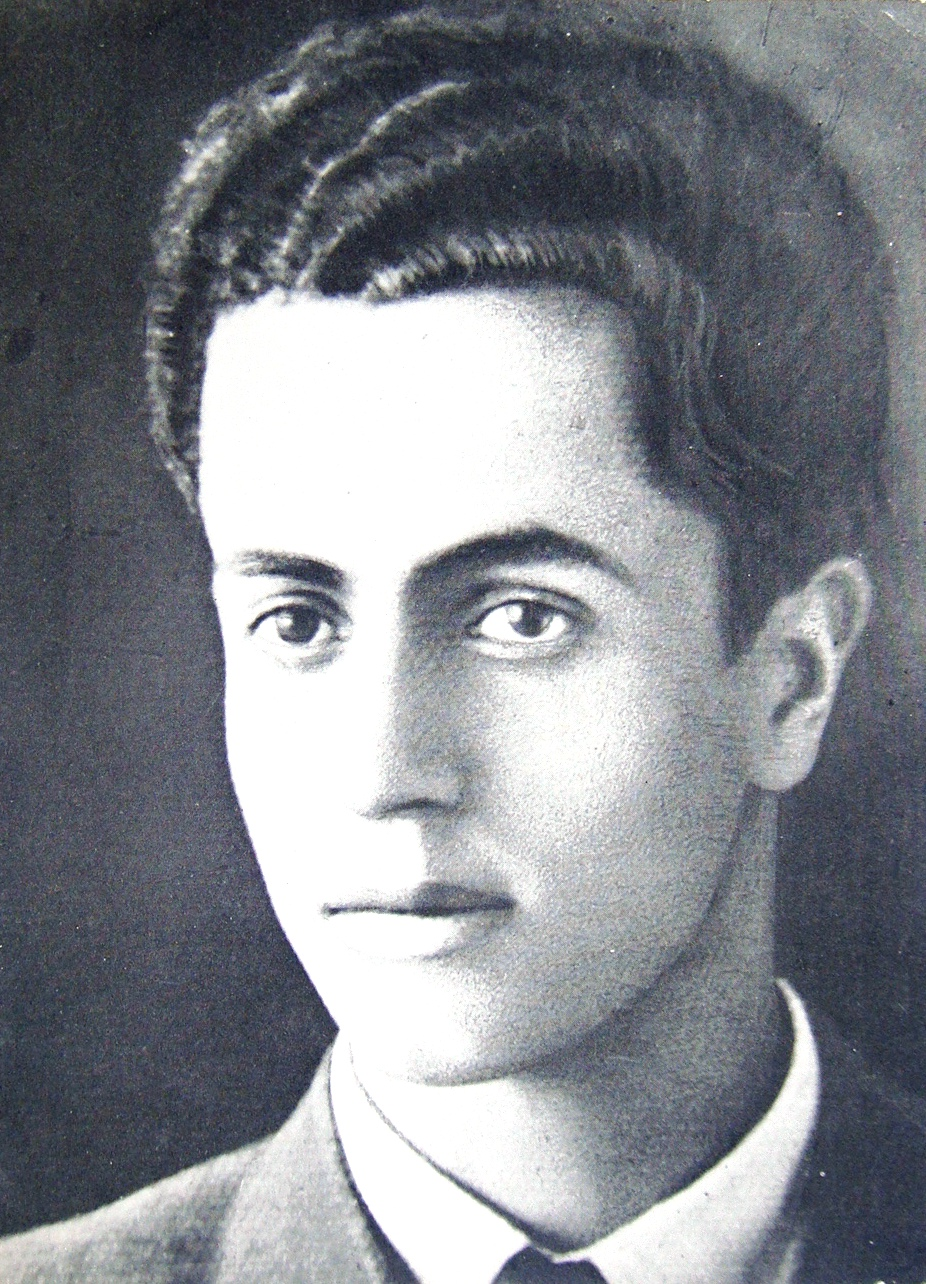
Borka Taleski

Vera Aceva war gemeinsam mit ihrem Bruder Mirče Acev (1915–1943) sowie ihrem Mann Borka Taleski (1921–1942), die beide posthum ebenfalls als Volkshelden Jugoslawiens geehrt wurden, eine der ersten Organisatorinnen der Partisaneneinheit Prileps. Im Oktober 1941, nachdem Anschläge der Widerstandskämpfer gegen die Besatzungsmacht fehlgeschlagen waren, wies das Provinzkomitee des BdJK die Partisanengruppen zur vorübergehenden Selbstauflösung an, um die in der Illegalität operierende Partei nicht zu gefährden. Aceva, damals 22-jährig und Teil des Komitees, gehörte zu einer Gruppe besonders junger Funktionäre, die dem Beschluss widersprach. Erst nach heftigen parteiinternen Kontroversen, in denen sich die Opposition durchsetzte, wurde im Juni 1942 der Partisanenwiderstand wieder aufgenommen.
Anfang 1942 arbeitete Aceva für den BdJK in Skopje, dann als Parteiinstruktorin in Strumica, Bitola und Štip. Im August 1943 wurde sie Kommissarin der Abteilung Shar, und als am 11. November 1943 die Erste Mazedonisch-Kosovarische Brigade gebildet wurde, wurde Aceva zur stellvertretenden politischen Kommissarin gewählt. Diese Position hatte sie bis Januar 1944 inne, als sie politische Sekretärin des Dritten und Vierten Bezirkskomitees des Bundes der Kommunisten Mazedoniens (SKM) wurde. Im August 1944 nahm sie an der ersten Sitzung des Antifaschistischen Rats der Volksbefreiung Mazedoniens teil, bei der sie in das Präsidium gewählt wurde.

## Funktionärin im sozialistischen Jugoslawien
Nach dem Ende des Zweiten Weltkrieges und der Gründung der jugoslawischen Teilrepublik Volksrepublik Mazedonien (SJRM) beteiligte sich Aceva an den Pogromen und dem Terror gegen Andersdenkende und Kollaborateure der Nationalsozialisten. Sie soll persönlich Miro Simonovski, Bürgermeister des Dorfes Desovo erhängt haben (siehe hierzu Blutige Weihnachten (1945)). Laut Pezzo Traykov, einem Funktionär der IMRO, war Aceva „von einem unverhohlenen Hass auf alles Bulgarische durchdrungen“.
In den Jahren nach dem Ende des Zweiten Weltkriegs bekleidete Aceva mehrere Führungspositionen. Im Jahr 1948 war sie für kurze Zeit Bürgermeisterin der Stadt Skopje. Auf dem Fünften Kongress des Bundes der Kommunisten Jugoslawiens im Juli 1948 wurde sie in das Zentralkomitee der Partei gewählt. Im März 1949, während des Aufbaus der Regierung der SJRM, wurde sie zur Landwirtschaftsministerin gewählt. Danach war sie Mitglied des Bundesexekutivrates (der Regierung Jugoslawiens) und Abgeordnete in mehreren Versammlungen der Volksrepublik bzw. Sozialistischen Republik Mazedonien und der SFRJ.
Am 26. April 1958, auf dem VII. Kongress des BdKJ in Ljubljana, an dem insgesamt 1.806 Delegierte teilnahmen, wurde Aceva, zu diesem Zeitpunkt ebenfalls Mitglied des Exekutivrats der VR Mazedonien, nach offiziellen Angaben mit 1.797 Stimmen als Mitglied des Zentralkomitees wiedergewählt.
1960 geriet Aceva in Konflikt mit dem damaligen Sekretär des SKM Lazar Koliševski, dem sie vorwarf, gemeinsam mit Vidoe Smilevski, der 1963 Präsident der Versammlung der SR Mazedonien wurde, Entscheidungen außerhalb des Exekutivkomitees des SKM zu treffen. Zur Sitzung am 18. Oktober 1960 kam Aleksandar Ranković aus Belgrad und stellte sich auf die Seite Koliševskis. Aceva wurde zum Rückzug gezwungen und zog nach Belgrad, um dort zu arbeiten.
Vera Aceva – damals Abgeordnete zum Bundesparlament – befand sich auf der 1973 im Rahmen einer instabilen wirtschaftlichen Lage in Mazedonien für Skopje angelegten öffentlichen Liste zur Bekämpfung des „Mißbrauch[s] des Wohnrechtes“, auf der Bürger namentlich geführt wurden, die Häuser mit einer Wohnfläche von mindestens 150 m² hatten und gegen die zugleich ein Verfahren zur Feststellung der Vermögensherkunft lief, da der Verdacht auf gesetzeswidrige Aneignung bestand. Mit derartigen Listen wollten die Partei- und Staatsorgane gegen „Spekulanten“ vorgehen und somit  „unzulässige materielle Bereicherung nicht nur von Privatpersonen“ bekämpfen. Aceva protestierte scharf gegen ihre Listung.
Im Jahr 1991 veröffentlichte sie das Buch Letter to Svetozar Vukmanovik - Tempo, das auf einem Interview basiert. Dieses und die Veröffentlichung ihres, wenn auch deutlich gekürzten „Briefes“ sorgten nicht nur unter Historikern in Nordmazedonien für Aufsehen. Aceva eröffnete scharf und direkt die Frage der Korrektur der geltenden wissenschaftlichen Narrative über die wichtigste Periode (von 1941 bis 1945) in der Entwicklung und Staatsbildung (Nord-)Mazedoniens. Wie der nordmazedonische Historiker Ivan Katardžiev anmerkt, verursachten ihre Texte „nicht nur in der nordmazedonischen, sondern auch in der ehemaligen jugoslawischen Öffentlichkeit einige Verwirrung“. Vor allem ihre Erläuterungen zu den Themen Wie wurden die Kommunisten Mazedoniens der Bulgarischen Kommunistischen Partei angegliedert bzw. angeschlossen und die Rolle des damaligen Sekretär des SKM Lazar Koliševski und ob sein Beitrag in der heutige Geschichtsschreibung nicht überbewertet wird, wurden von manchen Kreisen als Schock empfunden.